# کیک یزدی

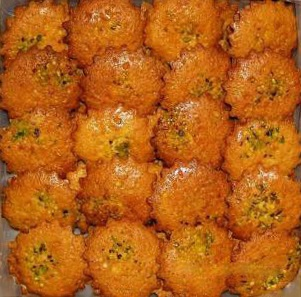
کیک یزدی.

کیک یزدی نوعی شیرینی بومی یزد در مرکز ایران است که در یزد عمدتاً برای پذیرایی در مراسمات مذهبی مورد استفاده قرار می‌گیرد، هرچند مصرف آن در دیگر شهرها نیز متداول است. کیک یزدی اصیل که در استان یزد تهیه می‌شود، با نمونه‌های مشابه در سایر مناطق ایران تفاوت‌های قابل‌توجهی دارد. این تفاوت‌ها عمدتاً به استفاده از مواد اولیه سنتی مانند گلاب، هل و زعفران، و همچنین روش‌های پخت خاص بازمی‌گردد.
مواد لازم در تهیه آن، تخم مرغ، شکر، روغن جامد یا کره، آرد سفید، نمک میوه، جوش شیرین، بیکینگ پودر، ماست یا شیر، هل و در صورت دلخواه مقداری کشمش و خلال پسته است.